# Il nemico ha varcato la frontiera
Il nemico ha varcato la frontiera (Der Feind im Land) è un film muto del 1913 diretto da Curt A. Stark.

## Produzione
Il film fu prodotto dalla Messter Film GmbH (Berlin).

## Distribuzione
Distribuito dalla Eclectic Film Company, il film fu presentato in prima a Berlino il 29 agosto 1913. Negli Stati Uniti, prese il titolo inglese Faithful Unto Death, venendo distribuito nel maggio 1914.